# DDR5

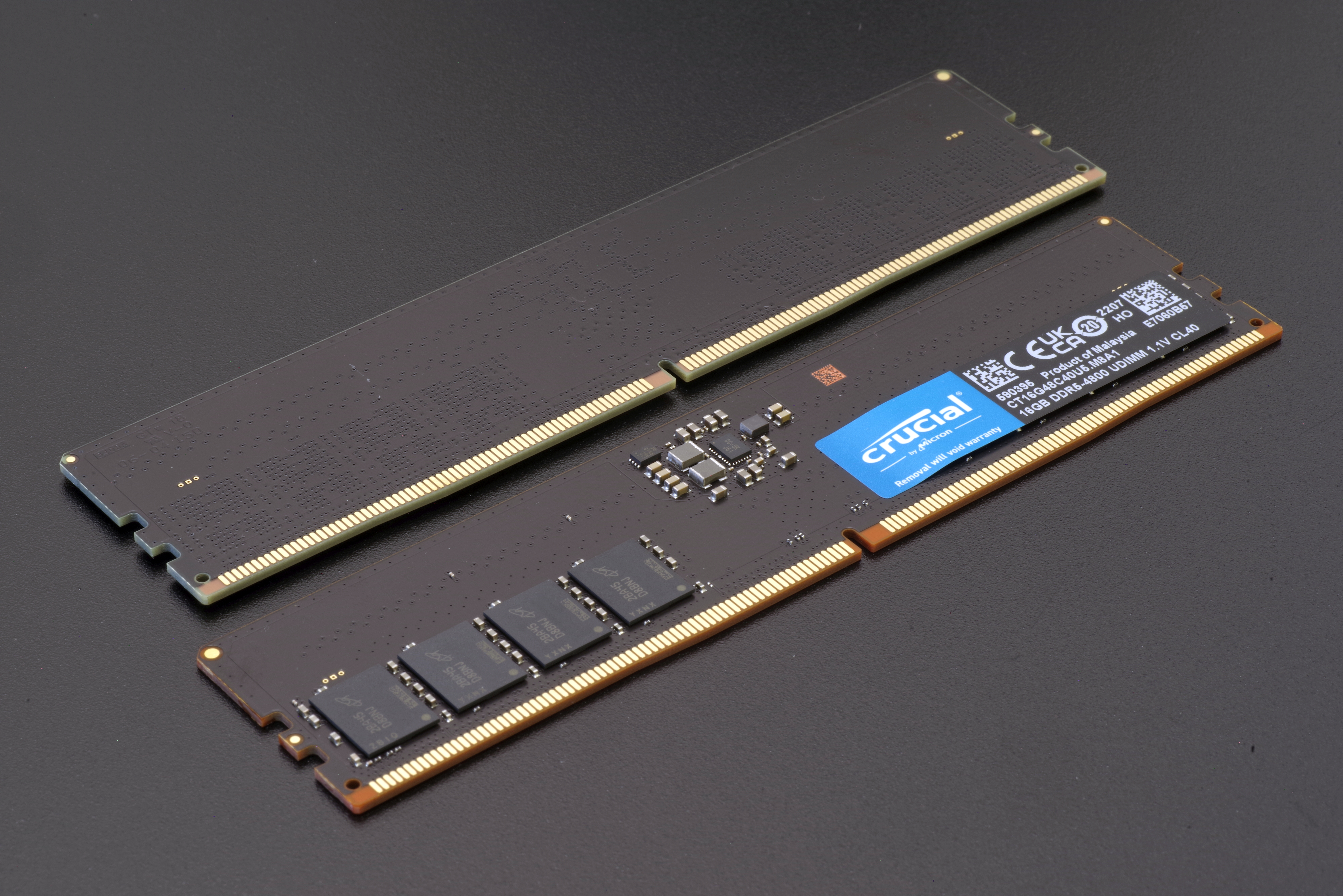
DDR5-4800 da 16 GB di memoria

DDR5 è un tipo di memoria RAM specificata dallo standard JEDEC Semiconductor Memory, successore del DDR4. Rispetto al suo predecessore è stata raddoppiata la larghezza di banda allo scopo di ridurre il consumo energetico. Inoltre i moduli DDR5 incorporano regolatori di tensione integrati per raggiungere velocità più elevate. Lo standard, previsto per il 2018, ha esordito il 14 luglio 2020. 
Rambus ha annunciato un modulo di memoria DDR5 dual in-line (DIMM) funzionante nel settembre 2017. Il 15 novembre 2018, SK Hynix ha annunciato il completamento del suo primo chip RAM DDR5; funzionante a 5,2 GT/s a 1,1 V. Nel febbraio 2019, SK Hynix ha annunciato un chip da 6,4 GT/s, la velocità più alta specificata dallo standard preliminare DDR5. Il primo chip DRAM DDR5 di produzione è stato lanciato ufficialmente da SK Hynix il 6 ottobre 2020.
Nella versione DIMM un modulo ha 288 pin, in quella SO-DIMM (usata principalmente nei notebook) solo 262 pin.

## Implementazioni

### Intel
Le CPU Alder Lake di 12ª generazione supportano sia DDR5 che DDR4.
Esistono schede madri con chipset Intel H610 che supportano sia DDR4 che DDR5 ma non contemporaneamente. 
Una diapositiva trapelata mostra il supporto DDR5 pianificato sui processori Intel Sapphire Rapids 2022 (13th).

### AMD
DDR5 e LPDDR5 sono supportati dalle APU mobili della serie Ryzen 6000 di AMD in poi, alimentate dalla loro architettura Zen 3+ dalla grafica RDNA 2 integrata.
Lo standard DDR5 è anche supportato dalla serie dei Ryzen 7000 (AM5, Zen 4), 8000 (AM5, Zen 4) e 9000 (AM5, Zen 5) che, al contrario delle serie 14, 13 e 12 di Intel sul Socket LGA 1700, non possono usare le memorie DDR4.